# Гидрокситирозол
Гидрокситирозол — органическое соединение с формулой C8H10O3, производное фенилэтилового спирта. Производные гидрокситирозола встречаются в различных природных источниках, в частности, в оливковом масле и вине. Гидрокситирозол — бесцветное твёрдое вещество, хотя образцы часто приобретают бежевый цвет при хранении. Формально он является производным катехола.

## Встречаемость в продуктах

### В оливках
Оливки, листья и мякоть оливок содержат большое количество производного гидрокситирозола олеуропеина, больше, чем оливковое масло. Необработанные, зелёные (неспелые) оливки содержат от 4,3 до 116 мг гидрокситирозола на 100 г оливок, тогда как необработанные, чёрные (спелые) оливки содержат до 413,3 мг на 100 г. Созревание оливок существенно увеличивает количество гидрокситирозола. Обработанные оливки, такие как распространенный консервированный сорт, содержащий глюконат железа (II), содержат мало гидрокситирозола, поскольку соли железа являются катализаторами его окисления.

### Безопасность пищевых продуктов
Гидрокситирозол считается безопасным продуктом питания для потребления человеком. Согласно оценке Европейского агентства по безопасности пищевых продуктов (EFSA), его уровень без наблюдаемых побочных эффектов составляет 50 мг/кг массы тела в день.
В США гидрокситирозол считается безопасным ингредиентом (GRAS) в обработанных пищевых продуктах при концентрации 5 мг на порцию.

### Функции и образование
В природе гидрокситирозол образуется в результате гидролиза олеуропеина, происходящего во время созревания оливок. Олеуропеин накапливается в листьях и плодах оливок в качестве защитного механизма от патогенов и травоядных животных. Во время созревания оливок или при повреждении тканей патогенами, травоядными животными или механических повреждениях фермент β-глюкозидаза катализирует синтез гидрокситирозола путем гидролиза олеуропеина.

### Метаболизм
Вскоре после попадания в организм с потреблением оливкового масла 98 % гидрокситирозола в плазме и моче обнаруживается в конъюгированных формах (65 % глюкуроноконъюгатов), что предполагает обширный метаболизм первого этапа и период полураспада 2,43 ч.

## Средиземноморская диета
Показано, что средиземноморская диета, характеризующаяся регулярным употреблением оливкового масла, положительно влияет на здоровье человека, в том числе снижает риск сердечно-сосудистых заболеваний. Исследования потребления оливкового масла и его компонентов включают гидрокситирозол и олеуропеин, которые могут ингибировать окисление холестерина ЛПНП — фактор риска атеросклероза, инфаркта миокарда и инсульта. Суточная норма потребления гидрокситирозола в рамках средиземноморской диеты оценивается от 0,15 до 30 мг.